# Pitchshifter
A Pitchshifter angol indusztriális (ipari) metal/drum and bass/nu metal együttes. Jelenlegi tagjai: JS Clayden, Mark D. Clayden és Jason Bowld. 1989-ben alakultak meg Nottingham-ben. A zenekar a szintén brit Godflesh-sel együtt az indusztriális metal műfaj egyik úttörőjének számít, holott az 1998-as www.pitchshifter.com albumuk már inkább elektronikus zenei hatású volt, metal és rock elemekkel vegyítve, és ettől az albumtól kezdve a Prodigy-hoz hasonlítják a kritikusok a Pitchshifter zenéjét.
Karrierjük elején még „Pitch Shifter” írásmóddal szerepeltek, az ekkori felállás ez volt: Johnny Carter (gitár, programozás), Mark Clayden (basszusgitár), Stu Toolin és John Clayden (JS Clayden). Legelső nagylemezük 1991-ben jelent meg, azóta még öt nagylemezt dobtak piacra.
Jelenleg csak Mark Clayden és JS Clayden a két olyan tag, aki a kezdetektől fogva benne van a zenekarban. Pályafutásuk alatt egyszer már feloszlottak, 2003-ban. 2006 óta azonban megint együtt vannak.

## Diszkográfia
- Industrial (1991)
- Desensitized (1993)
- Infotainment? (1996)
- www.pitchshifter.com (1998)
- Deviant (2000)
- PSI (2002)